# Open de Nice Côte d'Azur 2012
L'Open de Nice Côte d'Azur 2012  è stata la 27ª edizione del torneo ATP Nizza. Fa parte dell'ATP World Tour 250 series nell'ambito dell'ATP World Tour 2012. All'evento hanno preso parte solamente gli uomini, e si è giocato sulla terra rossa del Nice Lawn Tennis Club in Francia, dal 20 al 26 maggio 2012.

## Partecipanti ATP

### Teste di serie
| Giocatore   | Nazionalità     | Ranking* | Testa di serie |
| ----------- | --------------- | -------- | -------------- |
| Stati Uniti | John Isner      | 10       | 1              |
| Francia     | Gilles Simon    | 12       | 2              |
| Spagna      | Nicolás Almagro | 13       | 3              |
| Francia     | Gaël Monfils    | 14       | 4              |
| Australia   | Bernard Tomić   | 32       | 5              |
| Paesi Bassi | Robin Haase     | 40       | 6              |
| Uzbekistan  | Denis Istomin   | 43       | 7              |
| Italia      | Fabio Fognini   | 45       | 8              |

* Le teste di serie sono basate sul ranking del 14 maggio 2012.

### Altri partecipanti
I seguenti giocatori hanno ricevuto una wild card per il tabellone principale:
- Juan Carlos Ferrero
- Gaël Monfils
- Benoît Paire

I seguenti giocatori sono passati dalle qualificazioni:

- Brian Baker
- Thomaz Bellucci
- Grigor Dimitrov
- Sam Querrey

## Campioni

### Singolare maschile
Nicolás Almagro ha sconfitto in finale  Brian Baker per 6-3, 6-2.
- È il dodicesimo titolo in carriera per Almagro, il secondo nel 2012.

### Doppio maschile
Bob Bryan /  Mike Bryan hanno sconfitto in finale  Oliver Marach /  Filip Polášek per 7–6(5), 6-3